# Batalha de Naísso
Batalha de Naísso, travada em 268 ou 269, foi a derrota de uma coalizão gótica pelo exército romano liderado pelo imperador Galiano (ou Cláudio II) perto de Naísso (a moderna Niš, na Sérvia). Os eventos que levaram à invasão e à batalha são uma parte importante da história da chamada "crise do terceiro século".
O resultado foi uma grande vitória romana que, combinada a uma eficiente perseguição aos invasores sobreviventes logo na sequência do combate e aos diligentes esforços do imperador Aureliano, eliminaram quase completamente a ameaça representada pelas tribos germânicas na fronteira balcânica por muitas décadas.

## Contexto

Mapa das invasões góticas de 268-269.

## A batalha

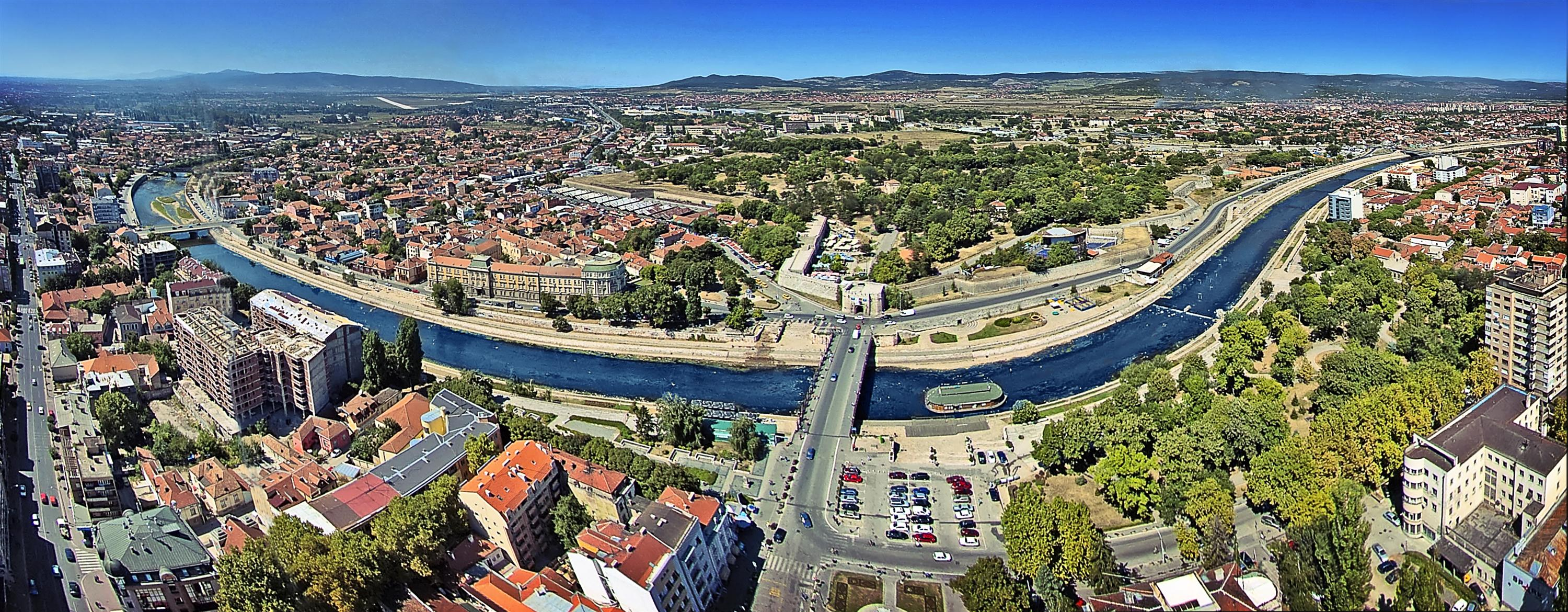
Ilustração.